# Kasteel van Nottingham

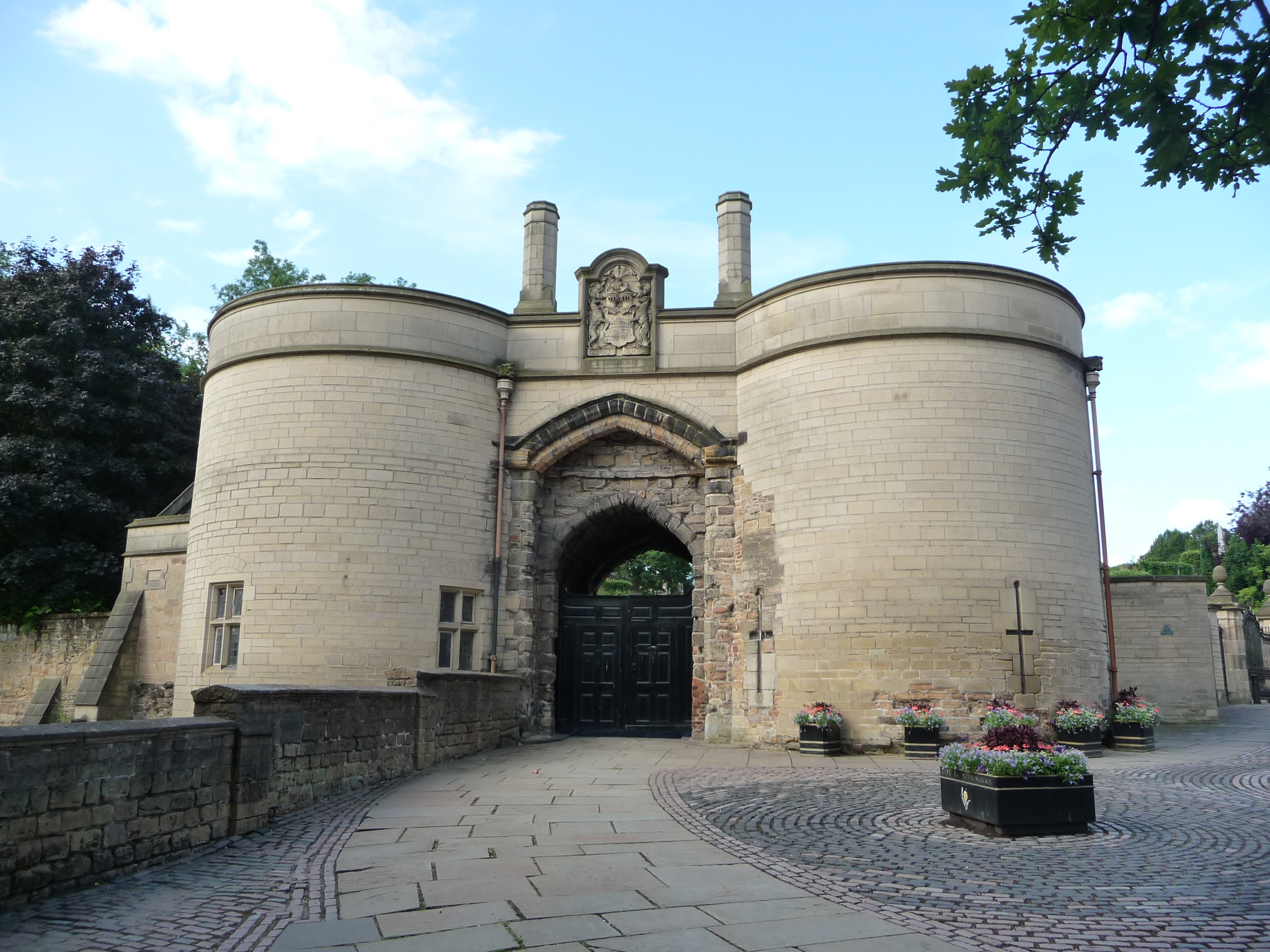

Het Kasteel van Nottingham (Engels: Nottingham Castle) is een kasteel en museum in het Engelse Nottingham. Het oudste kasteel werd opgetrokken door de Normandiërs in 1068. In 1651 werd het oorspronkelijke kasteel afgebroken. In 1670 liet William Cavendish er een landhuis optrekken, dat sinds 1870 een museum is met kunstcollectie. Van het kasteel zelf blijven het poortgebouw en omwallingen over.